# Narayanganj
Narayanganj là một thành phố tại miền Trung của Bangladesh. Thành phố tọa lạc tại Narayanganj District, gần thủ đô Dhaka và có dân số 220.000 người. Thành phố nằm bên sông Shitalakshya, nơi có cảng sông. Thành phố Narayanganj là một trung tâm công nghiệp và kinh doanh, đặc biệt là nơi có các nhà máy chế biến và các cơ sở buôn bán sợi đay và ngành dệt.

## Lịch sử
Thị trấn lấy tên từ Bicon Lal Pandey, một lãnh đạo tôn giáo Hindu cũng có tên là Benur Thakur hay Lakhsmi Narayan Thakur. Ông ta đã thuê khu vực này từ Công ty Đông Ấn Anh năm 1766 sau Trận chiến Plassey. Một bưu điện đã được xây ở đây vào năm 1882. Đô thị Narayanganj đã được thành lập ngày 8 tháng 9 năm 1876. Bệnh viện đầu tiên của khu vực, Bệnh viện Narayanganj Victoria đã được lập năm 1885 bởi chính quyền đô thị và đóng góp tài chính từ Harakanta Banerjee.